# Гленгарри

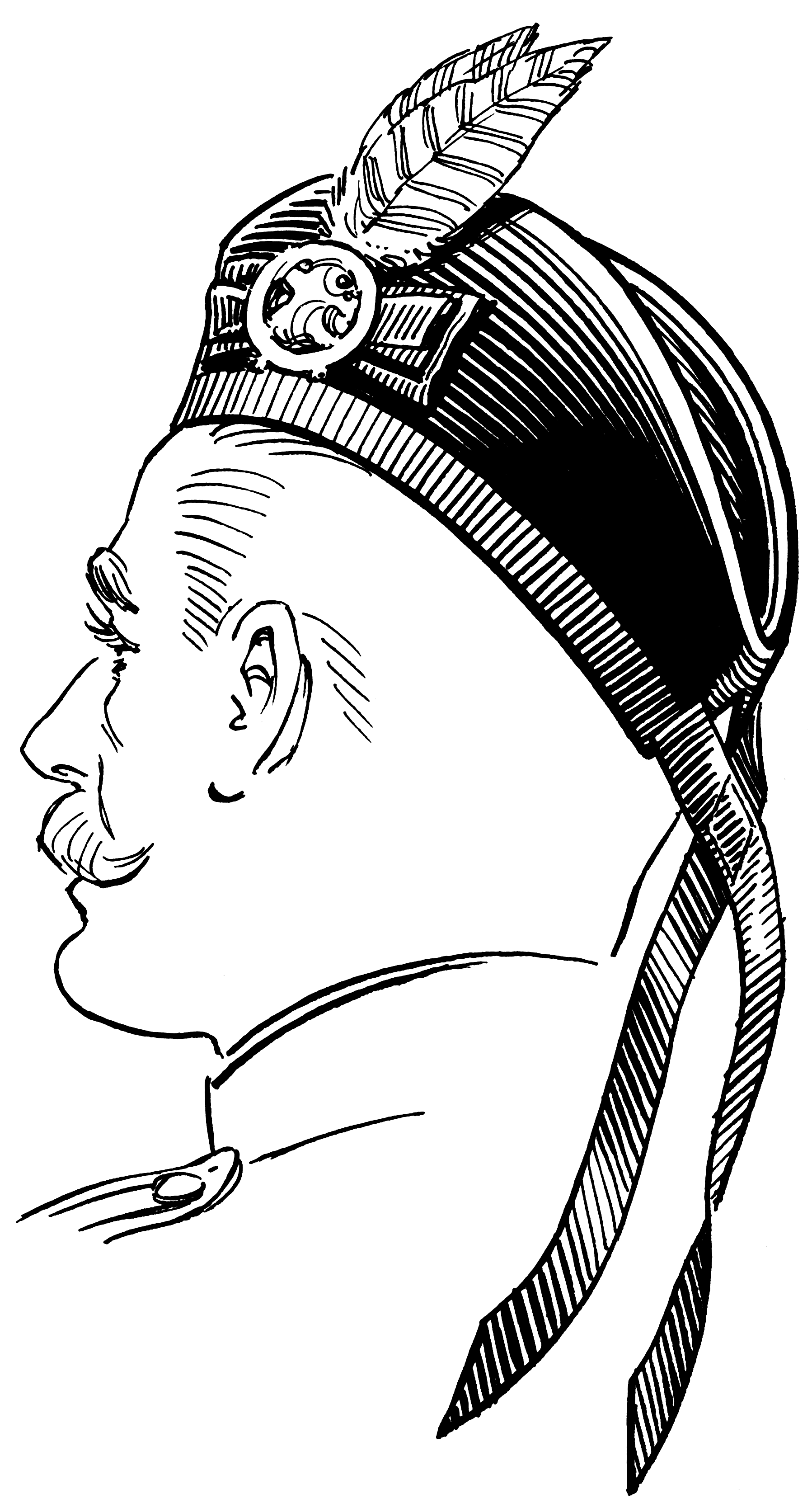
Гленгэрри

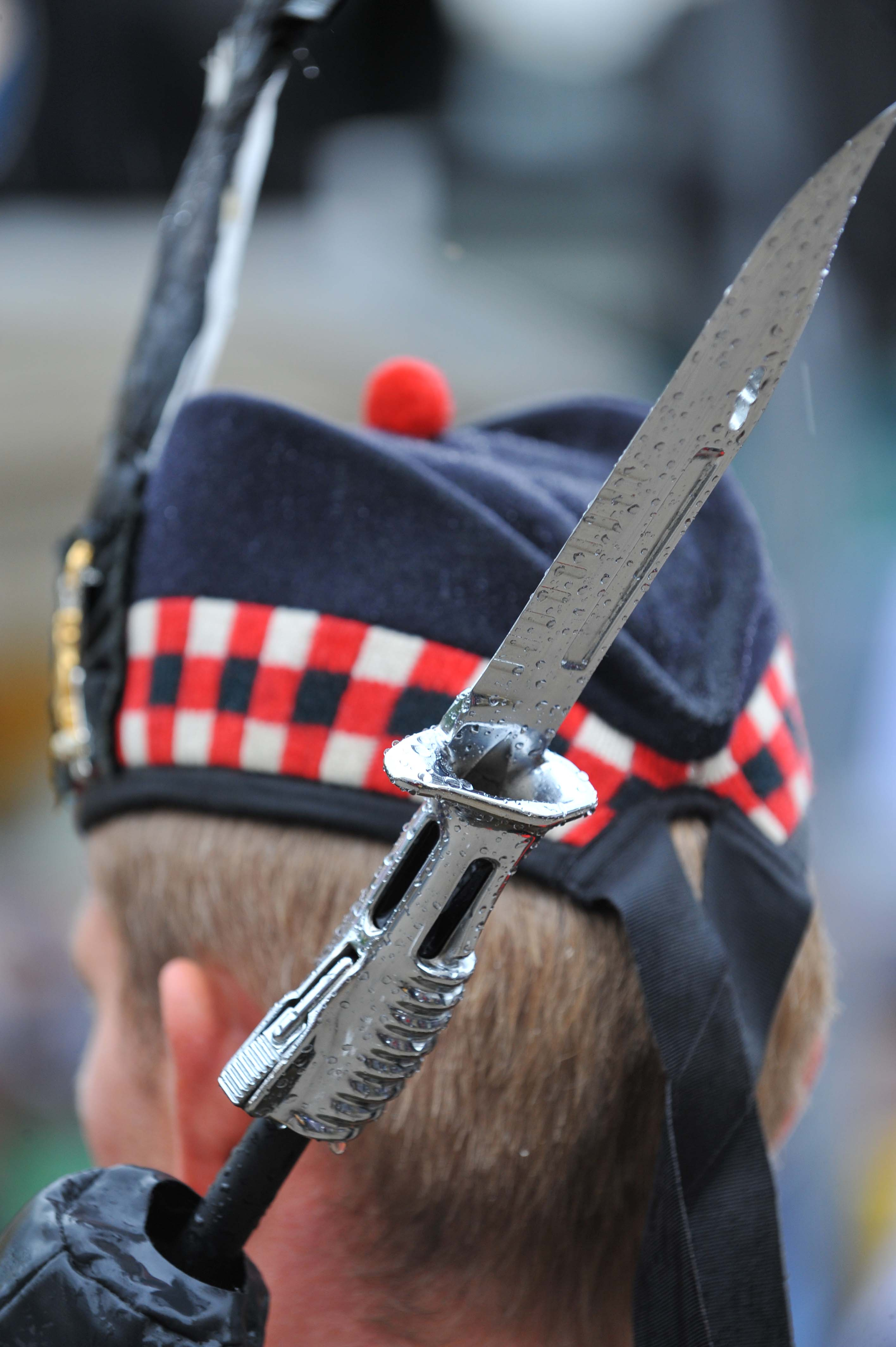
Солдат Шотландского королевского полка в гленгэрри на параде

Гле́нгарри, гле́нгэрри (англ. Glengarry cap, Glengarry hat) — шотландский национальный головной убор, сплюснутая с боков шапочка наподобие пилотки из плотной шерстяной ткани с ленточками сзади.

## История
Первоначально появился в британской армии как военный головной убор для ношения с рабочей формой одежды. Изобретение гленгарри приписывают полковнику Александру Рэнелдсону Макдонеллу из Гленгэрри (Alexander Ranaldson MacDonell of Glengarry), который в конце XVIII века, командуя одним из полков, изобрёл этот головной убор, который теперь носит его имя. К середине XIX века гленгарри получил повсеместное распространение в британской армии как практичный и удобный головной убор.
Тогда же гленгарри стал основным головным убором волынщиков шотландских полков (за исключением Чёрной стражи, волынщики которого носили feather bonnet). Постепенно гленгарри стал носиться и гражданскими лицами, став элементом шотландского национального костюма.
До середины XX века было принято носить гленгарри немного наклонённым вправо. В настоящее время гленгарри носится ровно по центру головы.

## Дизайн
Исторически и конструктивно происходит от шотландского балморала, поэтому сходен с ним по материалу и отделке. Основная отличительная особенность — конструкция в виде пилотки (наподобие сложенного пополам балморала). Так же, как и балморал, обшит по низу шёлковой лентой, сзади свободно свисают две небольшие ленты — они никогда не завязываются в узел. Слева может быть расположена чёрная кокарда из шёлковой ленты либо металлическая с указанием принадлежности к какому-либо полку или батальону. Наверху может находиться маленький помпон, обычно красного цвета.
Так же, как и у Diced Balmoral, низ гленгарри может быть обшит полосой, обычно из красно-белых клеток, расположенных в шахматном порядке, хотя встречаются и другие варианты раскраски. Раскраска такого «тартана» никакого особого значения не имеет, а является лишь декором. Идея самой «шахматной ленты» была позаимствована у армии Стюартов (недоступная ссылка). Её наличие на головном уборе указывало на принадлежность к государственной службе.
Чаще всего гленгарри бывают чёрного или тёмно-синего (англ. navy blue) цвета. Современные военные гленгарри — всегда темно-синие.